# North Plains (Oregon)
North Plains est une ville du comté de Washington situé dans l'État de l'Oregon aux États-Unis.

## Histoire
La ville a été fondée en 1910 elle devient une municipalité en 1963.

### Géographie

Situation de la ville de North Plains sur une carte : à droite, situation du comté de Washington sur une carte de l'Oregon et à gauche, situation de la ville de North Plains sur une carte du comté de Washington

## Gouvernement
Le maire actuel de la ville est David Hatcher.

## Source
- (en) Cet article est partiellement ou en totalité issu de l’article de Wikipédia en anglais intitulé « North Plains, Oregon » (voir la liste des auteurs).